# 盧西亞諾獵龍屬
卢西亚诺猎龙（属名：Lucianovenator，意为“卢西亚诺的猎人”）是一属已灭绝的腔骨龙科兽脚类恐龙，生存于三叠纪晚期的阿根廷。属名Lucianovenator纪念首次报道化石发现的卢西亚诺·莱斯（Don Luciano Leyes），种名bonoi纪念当地一家科研机构Tulio del Bono，该机构与命名者们一起完成对卢西亚诺猎龙的研究工作。卢西亚诺猎龙是南美洲为数不多的新兽脚类之一。

## 发现
卢西亚诺猎龙正模标本（PVSJ 906）发现于阿根廷克夫拉达巴罗的克夫拉达普玛（Quebrada del puma）地区，该地层的年龄估计处在约2.1至2.02亿年前的晚诺利阶至瑞替阶之间。PVSJ 906包括从第三颈椎到第四背椎的（含有关节）的椎系列以及骶骨和部分骨盆。此外，还有三个标本分配至该属，包括：PVSJ 899（骶骨和部分骨盆）、PVSJ 1013（骶骨）和PVSJ 1084（骶骨和部分骨盆）。地层中的另一件标本PVSJ 1004（右胫骨的近端）也可能属于这个物种。

## 叙述
与其他新兽脚类一样，卢西亚诺猎龙的颈椎有一个带有窝（孔）和薄板（嵴）的复杂结构，将每个椎骨的椎体（主体）、前后关节板（前、后关节突）以及上下肋面（横关节突和椎骨侧突）相互连接起来。尽管卢西亚诺猎龙的颈部有许多孔，但四个特殊的、成对的孔（椎骨两侧各有四个）可以用来将其与其他新兽脚类区别开来。
第一个孔较深，直接位于每个前关节突的底部，第二个孔更大，位于其后。这两个孔被一个称为前关节突椎体横板的嵴所掩盖，该嵴将每个前关节突连接至每个横关节突，每个横关节突又连接椎体后部。第三个孔位于椎骨后方，连接每个后关节突和椎体后部的椎体后关节突椎板。每一个第三个孔连接到一对大型内腔，这些内腔位于脊髓管附近。这种特征组合是盧西亞諾獵龍所独有的，因为没有其他任何生物同时拥有所有这些特征。第一对和第三对孔类似于“卡岩塔合踝龙”，但第二对不是。第三对确实类似腔骨龙，但前者第一对也是如此，而不像盧西亞諾獵龍所表现的情况。盧西亞諾獵龍另一个显著特征是颈椎前肋非常长（是颈椎椎体的五倍多）。
盧西亞諾獵龍的第四对诊断性的颈窝也是该属唯一的自衍徵（独特的区别特征）。事实上，每个椎体横板（连接每个横突关节至椎体）的边缘都有一个长而深的孔，越靠近颈部底部，孔的长度、深度越增加。在第九节颈椎中，它几乎是椎体横板的整个长度，并且非常深，以至于不能从侧面完全看到。 

## 分类学
一份系统发育分析报告将其归入腔骨龙科，并认为它与“罗德西亚合踝龙”和坎普龙形成了一个分支。这个分支仅由一个特征支持，即骶椎的关节突融合。该论文的作者认为，与诺利阶相比，瑞替阶时代兽脚类动物相对稀少可能是埋藏学偏差的结果，而不是多样性的下降。